# Docklands

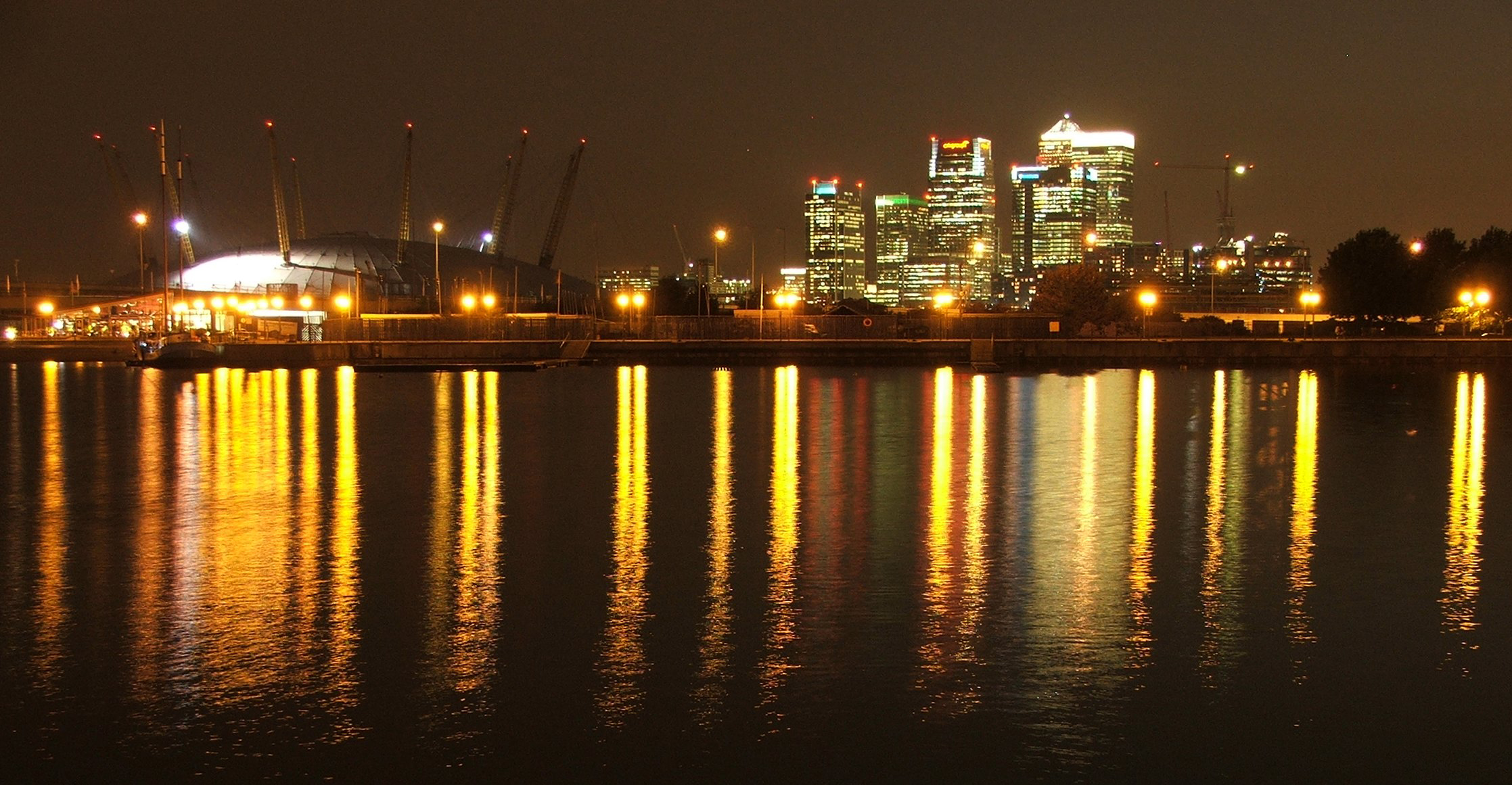
El Millennium Dome y Canary Wharf desde el Royal Victoria Dock.

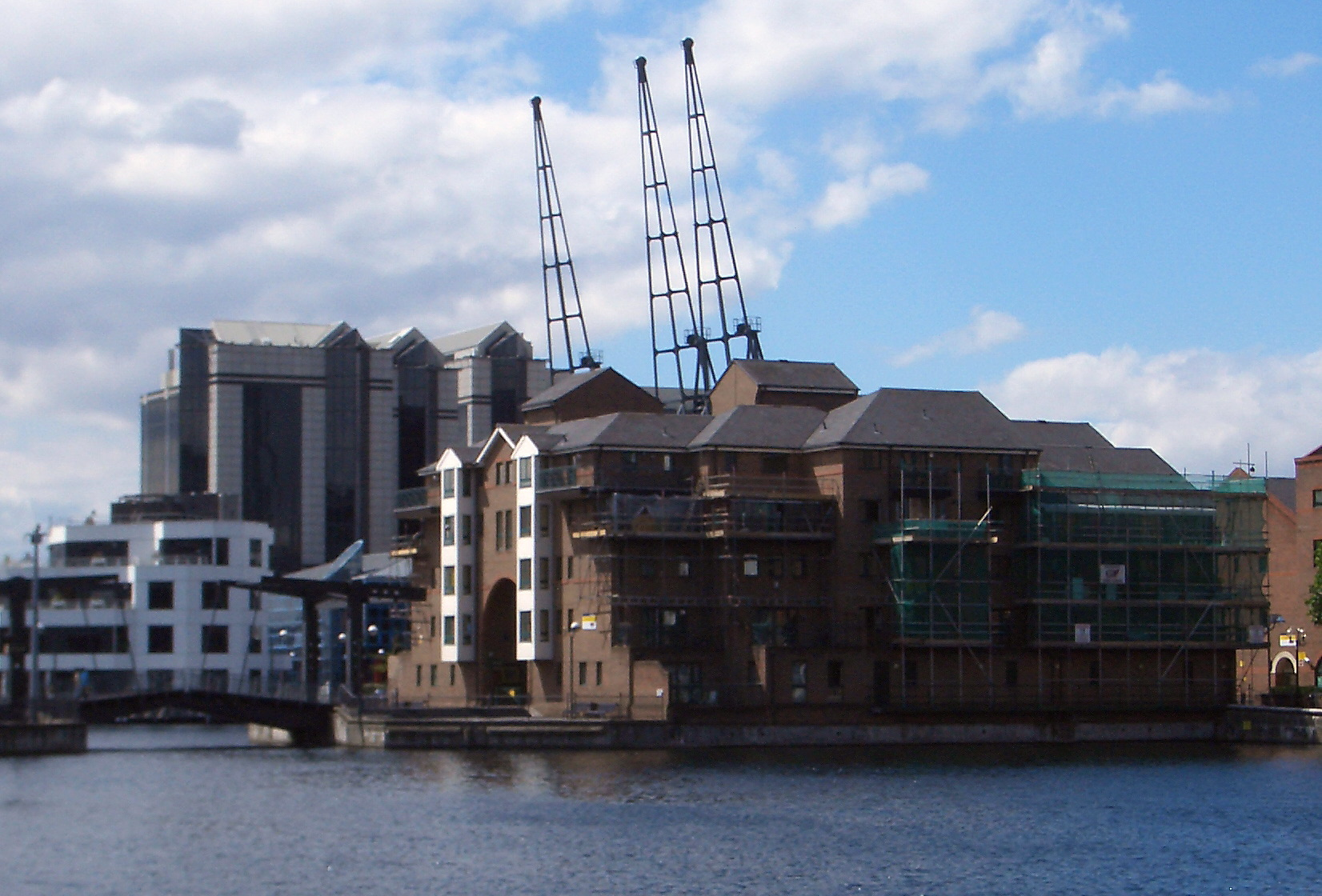
Graneros reciclados.

Los Docklands de Londres (en inglés London Docklands) es el nombre semioficial de una zona en el este y sudeste de Londres, Reino Unido. Forma parte de los municipios de Southwark, Tower Hamlets, Lewisham, Newham y Greenwich. Las dársenas (docks en inglés) eran antiguamente parte del Puerto de Londres, que era el mayor puerto del mundo. Ahora se han renovado y convertido para uso residencial y de oficinas principalmente. El nombre London Docklands se usó por primera vez en un informe gubernamental sobre proyectos de renovación en 1971, pero desde entonces se ha aceptado prácticamente por todo el mundo.

## Creación
En la época romana y medieval, los barcos solían atracar en pequeños muelles en la actual City de Londres o Southwark, zona conocida como Pool of London. Sin embargo, esta zona no daba protección contra los elementos, era vulnerable a ladrones y los muelles tenían poco espacio. El Howland Great Dock en Rotherhithe (construido en 1696, que sería posteriormente el centro de los Surrey Commercial Docks) se diseñó para solucionar estos problemas, ofreciendo un anclaje grande, seguro y protegido con capacidad para 120 buques grandes. Fue un importante éxito comercial y tuvo dos fases de expansión durante las épocas georgiana y victoriana. La primera dársena georgiana fue West India (que abrió en 1802), seguida por London (1805), East India (también en 1805), Surrey (1807), St Katharine (1828) y West India South (1829). Las dársenas victorianas estaban más al este, y comprendían el Royal Victoria (1855), el Millwall (1868) y el Royal Albert (1880). El King George V Dock se construyó más tarde, en 1921.
Los Docklands de Londres fueron bombardeados durante la Segunda Guerra Mundial, cuando los alcanzaron más de 2500 bombas. Desde entonces se ha renovado considerablemente.

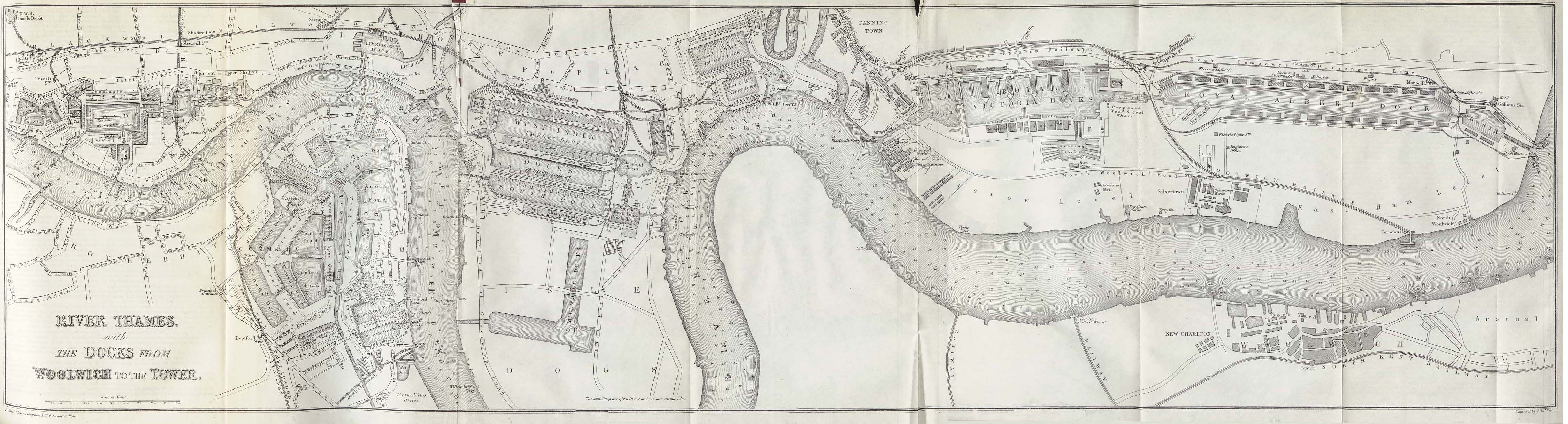
Las dársenas de Londres en 1882. El King George V Dock no se había construido todavía.

## Desarrollo

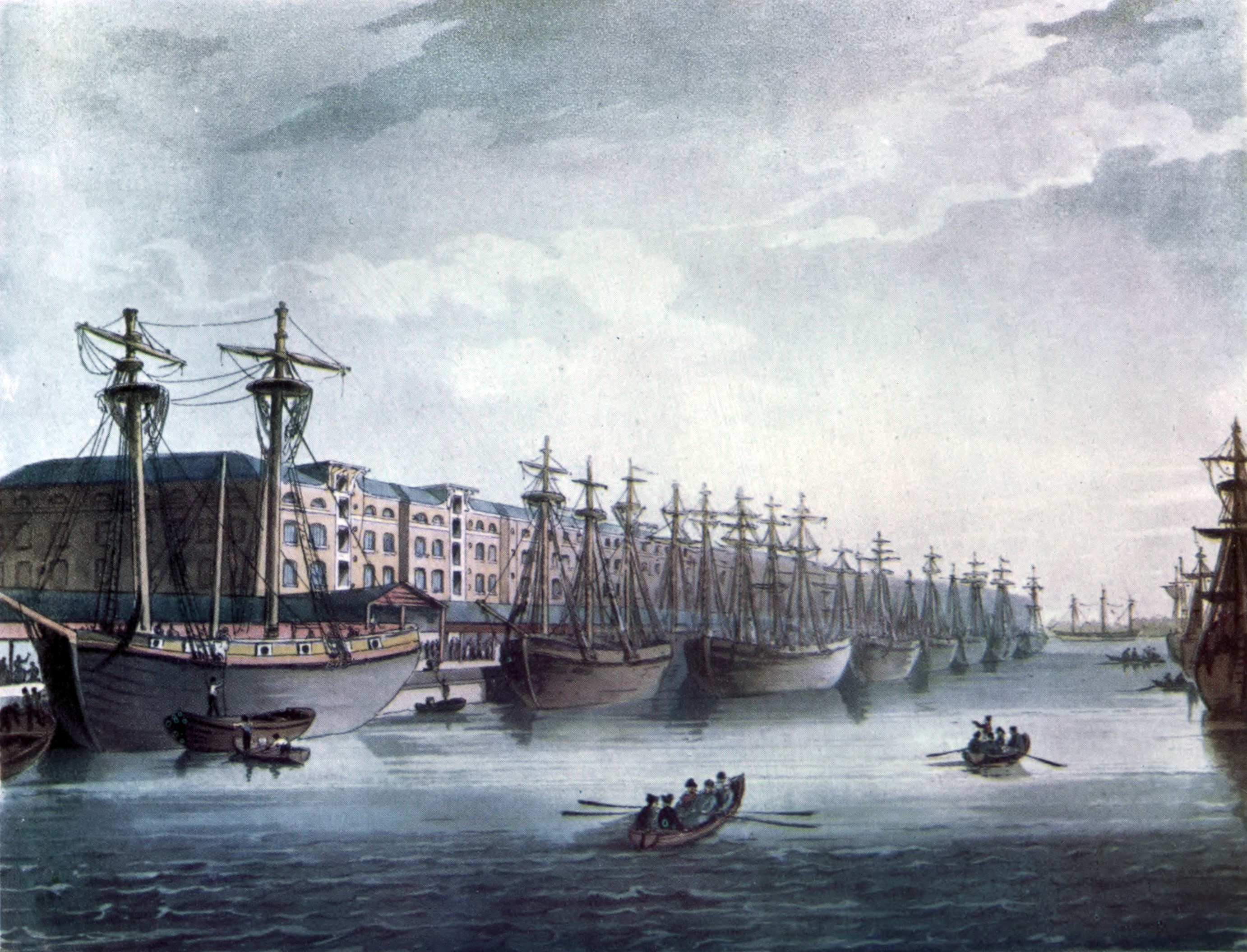
Los West India Docks en 1810

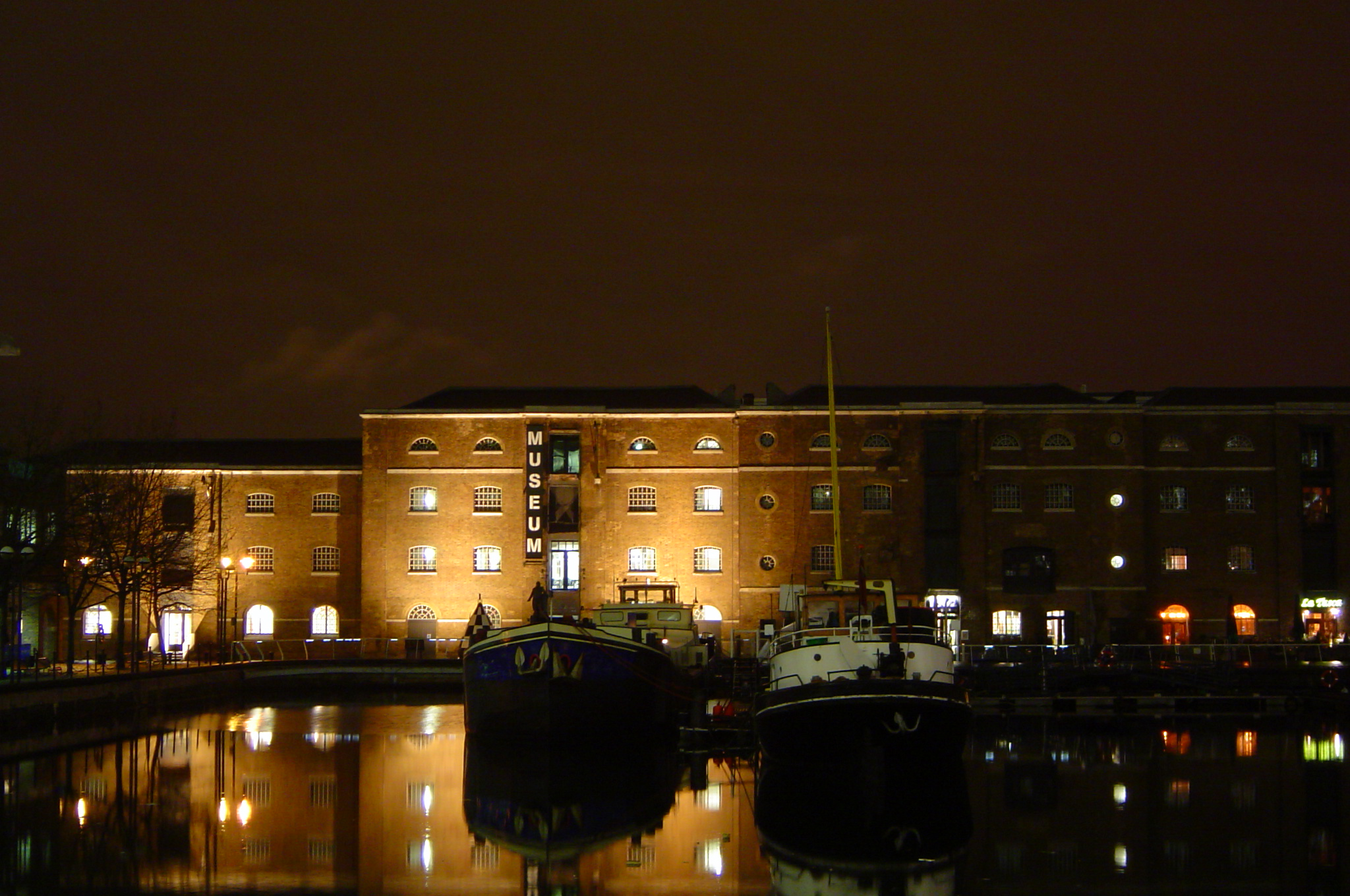
Museum of London Docklands, cerca de Canary Wharf

Existían tres tipos principales de dársenas: diques flotantes, donde los barcos se amarraban y se cargaban o descargaban; diques secos, que eran más pequeños y reparaban barcos; y astilleros a lo largo de la orilla, donde se construían los barcos. Además, había innumerables almacenes, muelles, embarcaderos y amarres en el río. Las diferentes dársenas tendieron a especializarse en diferentes productos. Por ejemplo, los Surrey Docks se centraron en madera, Millwall en grano y St Katharine en lana, azúcar y caucho.
Las dársenas necesitaban una gran cantidad de trabajadores, principalmente lightermen (que transportaban la carga entre los barcos y muelles a bordo de pequeñas embarcaciones llamadas lighters) y trabajadores del muelle, que se ocupaban de los productos una vez en tierra. Algunos trabajadores estaban altamente cualificados (por ejemplo, los lightermen tenían su propia livery company o gremio, mientras que los deal porters, quienes transportaban madera, eran famosos por sus habilidades acrobáticas), pero la mayoría no estaban cualificados y eran trabajadores ocasionales. Se reunían en ciertos lugares, como pubs, cada mañana, donde eran elegidos más o menos aleatoriamente por los capataces. Para estos trabajadores, era realmente una lotería si conseguían o no trabajo (y dinero y comida) un día particular. Esta práctica continuó hasta 1965, aunque se regularizó de algún modo tras la creación del National Dock Labour Scheme en 1947.
Las zonas principales de los Docklands eran originalmente marismas, la mayoría inapropiadas para la agricultura y poco pobladas. Con la creación de las dársenas, los trabajadores formaron varias comunidades locales muy unidas, con su característica cultura y jerga. Las malas comunicaciones hicieron que estuvieran distantes de otras partes de Londres, por lo que tendieron a desarrollarse con cierto aislamiento. La Isla de los Perros, por ejemplo, solo tenía dos calles de entrada y salida. El sentimiento local era tan fuerte que en 1920 los residentes bloquearon las calles y declararon la independencia.[cita requerida]

## sigloXX
Las dársenas se construyeron y administraron originalmente por varias empresas privadas competidoras. Desde 1909, fueron administrados por la Port of London Authority, o PLA, que amalgamó las empresas en un intento de hacer las dársenas más eficientes y mejorar las relaciones laborales. La PLA construyó la última dársena, la King George V, en 1921, y expandió enormemente las dársenas de Tilbury.
El bombardeo de los alemanes durante la Segunda Guerra Mundial causó muchos daños a las dársenas. Una sola noche se destruyeron 380 000 toneladas de madera en los Surrey Docks. No obstante, tras la reconstrucción de la posguerra experimentaron un resurgimiento de prosperidad en la década de 1950. Su final vino bruscamente, entre 1960 y 1970, cuando la industria marítima adoptó el recientemente inventado sistema de transporte por contenedores. Las dársenas de Londres no podían acomodar a los buques necesarios para la contenerización, mucho mayores, por lo que la industria marítima se trasladó a puertos de aguas profundas como Tilbury y Felixstowe. Entre 1960 y 1980 se cerraron todas las dársenas de Londres, dejando unos 21 km² de terreno abandonado en el Este de Londres. El paro era alto, y abundaba la pobreza y otros problemas sociales.

## Renovación

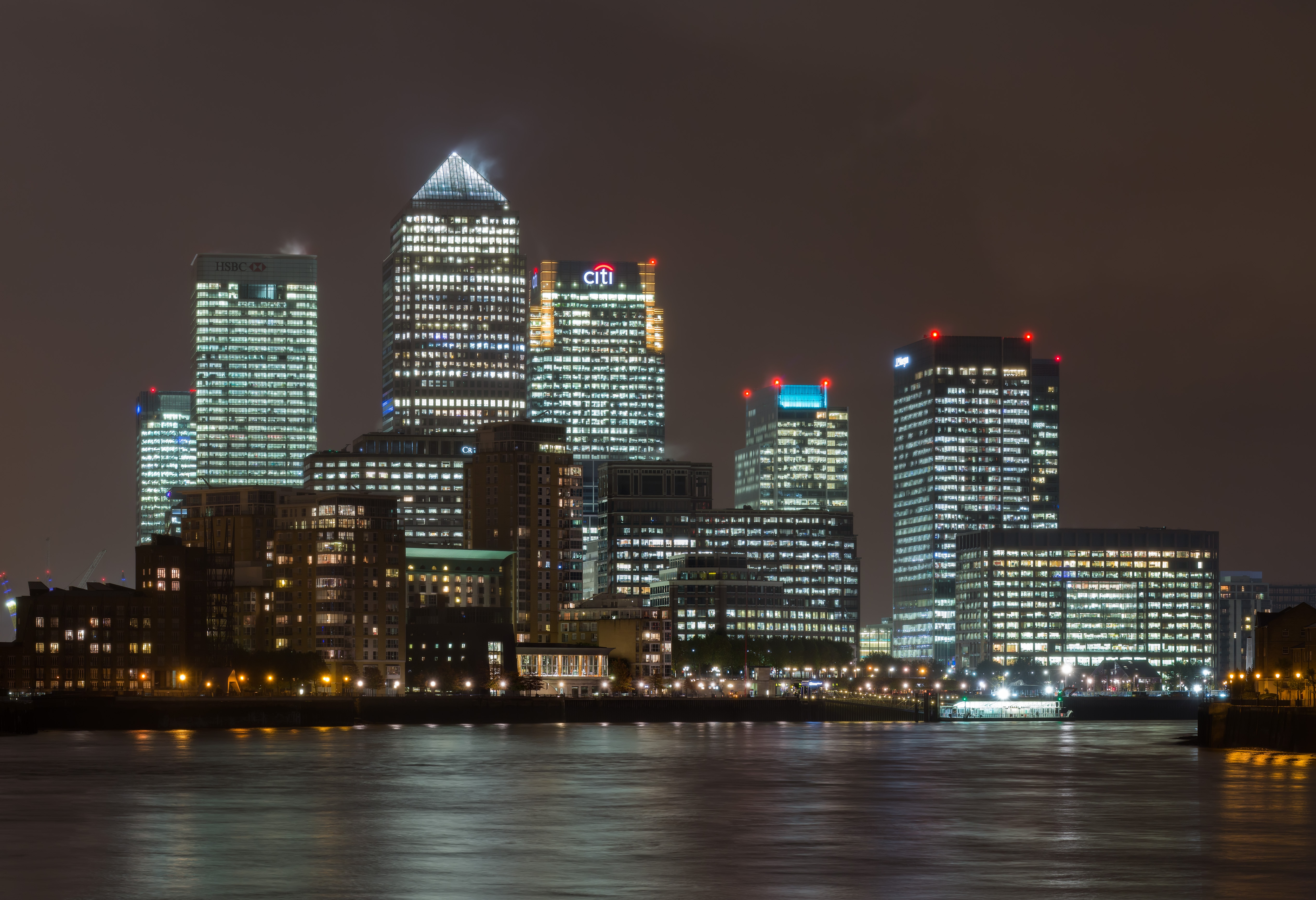
Vista nocturna de Canary Wharf en los Docklands.

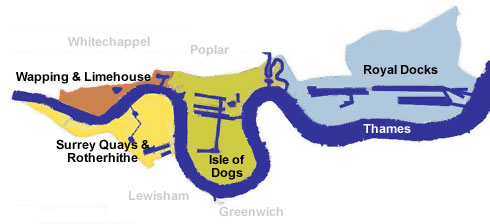
Mapa de los Docklands.

Los esfuerzos para la recalificación de las dársenas comenzaron casi en cuanto cerraron, aunque se tardó una década en que los proyectos pasaran del tablero de dibujo y otra década para que la recalificación tuviera pleno efecto. La situación se complicó por el gran número de propietarios de los terrenos: la PLA, el Greater London Council (GLC), la British Gas Corporation, los consejos de cinco municipios, British Rail y la Central Electricity Generating Board.
Para solucionar este problema, en 1981 el Secretario de Estado de Medio Ambiente, Michael Heseltine, creó la London Docklands Development Corporation (LDDC) para renovar la zona. Este fue un organismo oficial designado y financiado por el gobierno central (un quango), con amplios poderes para adquirir y disponer de terrenos en los Docklands. También funcionaba como la autoridad de planificación de la zona.
Otra importante intervención del gobierno fue la designación en 1982 de una enterprise zone, una zona donde las empresas estaban exentas de impuestos y tenían otros incentivos, como planificación simplificada y permisos de capital. Esto hizo mucho más atractivo invertir en los Docklands y fue fundamental en el inicio de un boom inmobiliario en la zona.
La LDDC fue controvertida. Fue acusada de favorecer proyectos elitistas de lujo en lugar de viviendas asequibles, y fue impopular entre la comunidad local, que pensaba que no se estaban satisfaciendo sus necesidades. No obstante, la LDDC fue fundamental para la extraordinaria transformación de la zona, aunque es discutible hasta qué punto estaba en control de los acontecimientos. Se liquidó en 1998, cuando el control de los Docklands se devolvió a las respectivas autoridades locales.
El gran programa de desarrollo dirigido por la LDDC en las décadas de 1980 y 1990 hizo que una gran parte de los Docklands se convirtiera en una mezcla de espacio residencial, de oficinas e industria ligera. El mayor símbolo de esta transformación fue el ambicioso proyecto Canary Wharf, que construyó el edificio más alto del Reino Unido y creó un segundo centro financiero en Londres. Sin embargo, no hay evidencias de que LDDC previera esta escala de desarrollo. Los cercanos Heron Quays ya se habían transformado en oficinas de baja densidad cuando se planeó Canary Wharf, en la que se estaban construyendo proyectos similares, siendo Limehouse Studios su ocupante más famoso.
Canary Wharf estuvo lejos de no tener problemas y la crisis inmobiliaria de comienzos de la década de 1990 detuvo el desarrollo varios años. Los promotores se encontraron con propiedades que no podían vender o alquilar.
Históricamente, los Docklands han tenido malas conexiones de transporte. Esto se solucionó cuando la LDDC construyó el Docklands Light Railway (DLR), que los conectó con la City. Fue un proyecto relativamente barato, que costó solo £77 millones en su primera fase, porque reusaba infraestructura ferroviaria en desuso y terrenos abandonados en gran parte de su longitud. La LDDC pidió originalmente una línea completa del Metro, pero el Gobierno se negó a financiarlo.
La LDDC también construyó el túnel de Limehouse Link, un túnel cut and cover que conecta la Isla de los Perros con The Highway (la carretera A13), con un coste de más de £150 millones por kilómetro, una de las carreteras más caras jamás construidas.
La LDDC también contribuyó a la construcción del Aeropuerto de la Ciudad de Londres (IATA: LCY), que abrió en octubre de 1987 en los Royal Docks.

## En la actualidad
Durante los últimos treinta años, la población de los Docklands se ha duplicado y la zona se ha convertido en un importante centro financiero y una zona cada vez más apetecible para vivir. Las conexiones del transporte han mejorado notablemente. La Isla de los Perros ha conseguido una conexión al metro mediante la Jubilee Line Extension (que abrió en 1999) y la extensión de la DLR hasta Beckton, Lewisham, el Aeropuerto de la Ciudad de Londres, North Woolwich y Stratford. Canary Wharf se ha convertido en uno de los mayores grupos de rascacielos de Londres y un desafío al dominio financiero de la City.
Aunque la mayoría de los antiguos muelles y almacenes de los Docklands se han demolido, algunos se han restaurado y convertidos en pisos. La mayoría de las dársenas han sobrevivido y ahora se usan como puertos deportivos o centros de deportes acuáticos (la principal excepción son los Surrey Commercial Docks, ahora llenos de edificios). Aunque los grandes barcos pueden (y ocasionalmente lo hacen) visitar las antiguas dársenas, todo el tráfico comercial se ha desplazado río abajo.
La renovación de los Docklands ha tenido importantes efectos en los deteriorados alrededores. Greenwich y Deptford están atravesando una gran renovación, principalmente como resultado de la mejora de los transportes, que las hace más atractivas.
Sin embargo, la renovación de los Docklands ha tenido algunos aspectos negativos. El gran boom inmobiliario y el consiguiente aumento de los precios de las viviendas ha dado lugar a fricción entre los nuevos habitantes y las antiguas comunidades de los Docklands, que se han quejado de estar siendo expulsadas. También ha producido algunas de las desigualdades más impresionantes del Reino Unido: pisos ejecutivos de lujo construidos junto a viviendas públicas ruinosas.
El estatus de los Docklands como símbolo de la presidencia de Thatcher los ha hecho un objetivo para los terroristas. Tras un intento fallido de atentado en Canary Wharf en 1992, una gran bomba de la IRA explotó en South Quay el 9 de febrero de 1996. Dos personas murieron en la explosión y cuarenta resultaron herida. Esta bomba terminó con un alto al fuego de la IRA. En 1998 James McArdle fue condenado a 25 años de prisión tras un juicio en el Tribunal de la Corona de Woolwich que acabó el 24 de junio. McArdle fue puesto en libertad el 28 de junio de 2000, bajo el Acuerdo de Viernes Santo.
Los Docklands de Londres tienen su propio periódico, The Docklands, fundado en 2006 por Archant London, tras la compra de Docklands News, el antiguo periódico de la LDDC que era propiedad de Ivy Communications. Es una mezcla de noticias, deportes y estilo de vida, y se publica cada martes. Se reparte en los edificios de la zona y está disponible para recoger en varios lugares de Canary Wharf, Greenwich y los Royal Docks. Es el periódico con mayor circulación en la zona. Un periódico hermano, The Peninsula, se creó en 2007, y cubre la Península de Greenwich.
Como un signo más de la regeneración de la zona, los Docklands tienen su propia orquesta sinfónica (Docklands Sinfonia), que se creó en enero de 2009 y tiene su sede en St Anne's Limehouse.

## Proyectos futuros
El éxito de los Docklands ha impulsado varios proyectos nuevos, como:
- Extensión del Docklands Light Railway hasta Dagenham.
- Enlace de Crossrail entre Canary Wharf, el centro de Londres y el Aeropuerto de Londres-Heathrow.
- Desarrollo de Canada Water.
- Renovación de Blackwall Basin y Wood Wharf, al este de Canary Wharf
- Nuevos rascacielos en, como Riverside South, las dos torres de Heron Quays West y las tres torres de North Quay.

A comienzos del siglo XXI, la renovación está extendiéndose a las partes más suburbanas del Este y el Sudeste de Londres, y partes de los condados de Kent y Essex, que limitan con el estuario del Támesis. Véase Thames Gateway para más información.

## Economía
Hasta 2008 las oficinas del grupo de publicaciones The Independent se situaban en los Docklands. En 2008 Independent News & Media anunció que The Independent se trasladaría a Northcliffe House, en Kensington.

## En la cultura popular
Charles Dickens usa frecuentemente las orillas del Támesis y las dársenas en novelas como Our Mutual Friend y Great Expectations. Hay una memorable descripción de las dársenas, sus edificios y personas en The Mirror of the Sea, de Joseph Conrad. También aparecen en The Ruby in the Smoke, novela de Philip Pullman.
La película de Juan Carlos Fresnadillo 28 Weeks Later (2007) sitúa en los Docklands el Distrito 1, la zona más funcional del Reino Unido durante la brote del virus de la rabia y sede de las autoridades del ejército. En la comedia Not Going Out, los personajes principales viven en un piso situado en los Docklands.
El videojuego de Activision Call of Duty: WWII (2017) tiene un mapa llamado «London Docks», ambientado en los Docklands londinenses.

## Más información
- Kevin d'Arcy. London's 2nd City: Creating Canary Wharf. Rajah Books ISBN 9780955670726.